# Local de nascimento de Katherine Mansfield
O local de nascimento de Katherine Mansfield (em inglês:Katherine Mansfield Birthplace) é uma casa em Thorndon, na cidade de Wellington, Nova Zelândia.
Nesta casa nasceu a Katherine Mansfield (Katherine Mansfield Beauchamp Murry) em 14 de outubro de 1888 (morta a 9 de janeiro de 1923), que foi a mais famosa de todas as escritoras e escritores neozelandesas. A casa está aberta ao público e foi restaurado e mobilado pela Katherine Mansfield Birthplace Society Incorporated.
O terreno do edifício pertenceu originalmente a Charles Clifford, mas o edifício próprio foi construído pelo pai de Katherine, Harold Beauchamp. A casa é referida em algumas das histórias de Mansfield, que falavam das memórias dos seus tempos de criança. The Aloe, Prelude, A Birthday, The Doll’s House, e The Wind Blows são algumas dessas histórias.
A historia mais conhecida de Katherine Mansfield é The Garden Party (A Festa no Jardim).